# Mittagsplatzl
Das 1340 Meter hohe Mittagsplatzl ist ein Berg und Aussichtspunkt im Bayerischen Wald direkt südlich des Großen Arbers und hoch über dem Großen Arbersee.
Wer diese hoch gelegene Wiese, die früher als Almweide genutzt wurde, betritt, wird vielleicht zunächst enttäuscht sein. Doch folgt man dem Wegweiser einige Meter nach Osten zur Felsenkante, wird plötzlich der herrliche Blick auf den Großen Arbersee, in den Böhmerwald und zum Großen Falkenstein im Nationalpark Bayerischer Wald frei.
Von manchen Bayerwaldkennern wie Friedl Thorward wird das Mittagsplatzl als schönstes Fleckerl im ganzen Woid bezeichnet. Mehrere markierte Wanderwege führen von Bodenmais herauf, ein weiterer vom Großen Arbersee durch die Seewand, dieser ist jedoch felsig und nur von trittsicheren Wanderern begehbar.